# Kelly Smith
Kelly Jayne Smith, MBE (* 29. Oktober 1978 in Watford) ist eine englische Fußballspielerin. Sie spielte von 2009 bis 2011 für die Boston Breakers in der Women’s Professional Soccer, ab 2012 für die Arsenal Ladies und von 1995 bis 2014 in der englischen Nationalmannschaft, für die sie mit 46 Toren bis zum 30. November 2021 Rekordtorschützin war.

## Werdegang
Kelly Smith spielte in verschiedenen Jungenmannschaften, bevor sie Mitte der 1990er-Jahre zu Arsenal London wechselte und 1994 ihr Debüt in der englischen Nationalmannschaft feierte. 1995 sicherte sie durch zwei Tore beim 3:0-Sieg über den FC Liverpool die Meisterschaft für ihren Verein. Nach der Saison wechselte sie in die USA, wo sie das West Herts College besuchte. Nach einem Jahr wechselte sie zur Seton Hall University.
Gleich in ihrem ersten Jahr stellte sie neue Torrekorde in der Big East Conference auf. Sie wurde als erste Sportlerin in der Geschichte der Big East Conference, die im gleichen Jahr zur besten Offensivspielerin und zur besten neuen Spielerin gewählt wurde. In den beiden folgenden Jahren war sie die beste Scorerin der gesamten US-Collegeliga NCAA und wurde jeweils zur besten Offensivspielerin der Big East Conference gewählt. Ende 2000 machte sie ihren Abschluss an der Universität. Als Anerkennung ihrer Leistungen wird Smiths Rückennummer 6 nicht mehr vergeben. Sie ist die erste Sportlerin außerhalb der Basketballabteilung, der diese Ehre zuteilwurde.

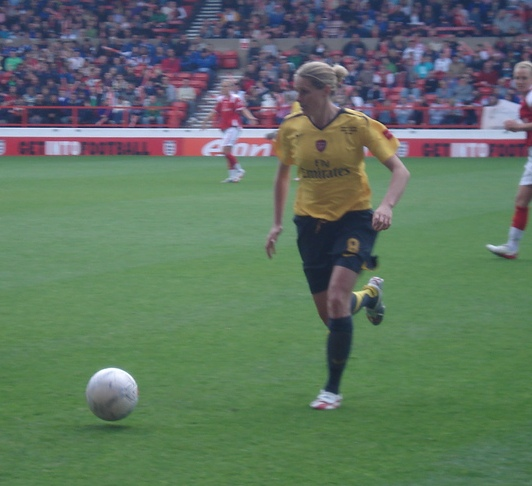
Kelly im FA-Cup Finale 2007

Nach ihrer Collegezeit wechselte sie zu Philadelphia Charge in die ehemalige US-amerikanische Profiliga WUSA. Sie war die einzige Engländerin, die in der Liga gespielt hat. In den drei Jahren spielte Smith allerdings nur die Saison 2001 komplett durch. 2002 erlitt sie einen Kreuzbandriss im rechten Knie. Ein Jahr später folgte eine weitere Verletzung des gleichen Knies. Nach dem Ende der WUSA 2003 wechselte sie 2004 zu den New Jersey Wildcats in die W-League. Durch einen Beinbruch fiel sie wieder lange Zeit aus.
Im Herbst 2004 kehrte sie zu Arsenal zurück. Durch eine Stressfraktur des Fußes fiel sie wieder aus und kehrte erst am Saisonende zurück. Am letzten Spieltag sicherte sie durch einen spektakulären Treffer aus 30 Metern gegen Charlton Athletic die Meisterschaft.
Aufgrund der Entstehung einer neuen Profiliga in den USA, der Women’s Professional Soccer, wechselte Smith zu den Boston Breakers.
2009 wurde sie mit der Nationalmannschaft Vizeeuropameister und belegte mit drei anderen Spielerinnen den zweiten Platz in der Torschützenliste.
Am 2. März 2011 machte sie beim Zypern-Cup im Spiel gegen Italien ihr 100. Länderspiel.
Smith war die älteste Spielerin im englischen Kader für die WM 2011. Sie stand in allen drei Gruppenspielen in der Startelf, wurde aber im letzten Spiel gegen Japan in der 62. Minute ausgewechselt. Im Viertelfinale gegen Frankreich stand sie wieder in der Startelf und hatte bereits in der 16. Sekunde die Chance zum Führungstreffer, beim Umkurven der Torfrau wurde sie aber zu weit abgedrängt, so dass der Winkel zu spitz wurde und der Schuss abgewehrt werden konnte. Vor dem 1:0-Treffer durch Jill Scott bekam sie den Ball an die Hand, die Schiedsrichterin ließ aber weiterspielen. Gegen Ende des Spiels verletzte sie sich, das englische Auswechselkontingent war aber schon erschöpft. Dennoch verwandelte sie im Elfmeterschießen den ersten Elfmeter sicher, da zwei englische Spielerinnen verschossen, schied sie wie 2007 im Viertelfinale aus. Insgesamt kam sie zu vier Einsätzen bei der WM in Deutschland und hat nun zusammen mit vier anderen Spielerinnen mit acht WM-Einsätzen die meisten WM-Spiele für Englands Frauen bestritten. Sie hat zudem mit vier Toren – alle 2007 erzielt – die meisten WM-Tore aller englischen Spielerinnen erzielt.
Obwohl sie vor den Olympischen Spielen zeitweise nicht für die englische Nationalmannschaft nominiert wurde, stand sie im Kader des Team GB für die Olympischen Spiele 2012 und kam im Testspiel gegen Schweden am 20. Juli 2012 sowie den drei Gruppenspielen zum Einsatz.
2013 gehörte sie zum Kader, der den Zypern-Cup 2013 gewann, kam aber nur in den Gruppenspielen gegen Italien und Schottland zum Einsatz.
Bei der für England weniger erfolgreichen EM 2013 stand sie auch im Kader, wurde aber aufgrund einer Schienbeinverletzung nur in den Spielen gegen Russland und Frankreich in der zweiten Halbzeit eingewechselt. Danach wurde sie erst wieder im Finale des Zypern-Cup 2014 eingewechselt, konnte die Niederlage gegen Frankreich aber nicht verhindern.
Am 3. Februar 2015 erklärte sie ihren Rücktritt aus der Nationalmannschaft, wird aber weiterhin für ihren Verein spielen und nebenbei den Trainerschein machen. Ihr letztes von 117 Länderspielen für England bestritt sie am 8. Mai 2014 gegen die Ukraine.

## Erfolge
- Englische Meisterin: 1995, 2005, 2006
- Englische Pokalsiegerin: 1995, 2006
- Englische Ligapokalsiegerin: 2005
- FA-Women’s-Charity-Shield-Siegerin: 2005, 2006

## Auszeichnungen
- 2007: Wahl in das All-Star-Team der WM